# Lanfranco da Milano
Ugo Lanfranco da Milano (Milano, 1250 circa – Parigi, 1310 circa) è stato un medico, chirurgo e religioso italiano.
È considerato l'inventore del nodo chirurgico quale lo conosciamo e pratichiamo ancor oggi ed uno dei fondatori della scuola parigina di chirurgia.

## Biografia
Allievo di Guglielmo da Saliceto, iniziò a praticare l'arte medica a Milano, da cui dovette partire per motivi politici. Si recò quindi in Francia, a Lione, per poi trasferirsi a Parigi. 
Il fatto che provenisse dalla scuola bolognese, ritenuta all'epoca insuperabile (e come tale sarà frequentata da Guy de Chauliac e da Henri de Mondeville), lo resero famoso in una città ove ancora la chirurgia era praticata da cerusici e ambulanti. 
Le sue opere Chirurgia Parva e Chirurgia Magna sono considerati i primi trattati di chirurgia apparsi in Francia. In essi Lanfranco riporta le conoscenze dell'epoca in campo chirurgico, arricchendole di proprie osservazioni originali.